# APT40
APT40（またはBRONZE MOHAWK（Secureworksによる呼称）、FEVERDREAM、G0065、GADOLINIUM（Microsoft）、Gingham Typhoon（Microsoft）、GreenCrash、Hellsing（カスペルスキー）、Kryptonite Panda（Crowdstrike）、Leviathan（プルーフポイント）、MUDCARP、Periscope、Temp.Periscope、またはTemp.Jumper）は中華人民共和国国家安全部の、海南省海口市にある海南省国家安全庁による高度で持続的な脅威であり、遅くとも2009年から活動している。 
APT40は、アメリカ、カナダ、ヨーロッパ、中東、南シナ海地域における生物医学、ロボット工学、海洋研究など、幅広い業界の政府機関、企業、大学など、中国の一帯一路構想に含まれる産業を標的にしている。APT40はハッカー集団ハフニウムと緊密な繋がりがある。

## 経緯
2021年7月19日、アメリカ合衆国司法省は、偽装会社であるHainan Xiandun Technology Development Companyを通じて違法なコンピュータネットワークエクスプロイト活動を行ったとし、APT40のサイバー攻撃実行者4人に対する起訴状を公開した。
2024年3月、ニュージーランド政府とその機関政府通信保安局は、2021年に中国政府がAPT40の手引きでニュージーランド議会のネットワークに侵入したと批判した。
2024年7月9日、日本政府および警察庁はAPT40に関する国際的な注意喚起文書を、8カ国共同で署名した。